# Anthophora hermanni
Anthophora hermanni är en biart som beskrevs av Schwarz och Gusenleitner 2003. Anthophora hermanni ingår i släktet pälsbin, och familjen långtungebin. Inga underarter finns listade i Catalogue of Life.